# Nathaniel Hancock

Nathaniel Hancock (aktiv zwischen 1792 und 1809): Selbstporträt

Nathaniel Hancock (* 1761 oder 1762; † 25. März 1833 in Charlestown, Massachusetts) war ein US-amerikanischer Porträtminiaturmaler des späten 18. und frühen 19. Jahrhunderts.

## Leben
Über Hancocks Herkunft, seinen Geburtsort und sein genaues Geburtsdatum sowie seine künstlerische Ausbildung ist nichts bekannt. Aufgrund der Kostümierung und der Haartracht auf seinen frühesten bekannten Porträts sowie der Lebensdaten seiner Modelle wird angenommen, dass er ab etwa 1785 als Miniaturmaler tätig war. Nachweislich lässt sich seine Karriere anhand von Zeitungsannoncen rekonstruieren: Die früheste stammt aus dem Jahr 1791, die letzte aus dem Jahr 1809. Im Mai 1791 heiratete Hancock in Boston Elizabeth „Betsey“ Welsh. Sie starb bereits ein Jahr später, möglicherweise infolge einer Geburt. In einem Tagebucheintrag des Geistlichen Dr. William Bentley aus Salem (Massachusetts) vom Januar 1809 wird eine Tochter erwähnt.
Wie viele Miniaturisten seiner Zeit war Hancock als reisender Künstler tätig und suchte im Land nach Aufträgen. Zwischen 1796 und 1798 hielt er sich in Petersburg und Richmond (Virginia) auf, kehrte aber während der Sommermonate jeweils nach Boston zurück. In den Sommern 1800 und 1804 arbeitete er in Portland (Maine) und 1801 in Portsmouth und Exeter (New Hampshire). Zwischen 1805 und 1808 lebte und arbeitete er zeitweise in Salem. Im Jahr 1809 suchte er nach Aufträgen in Newburyport. In einem weiteren Tagebucheintrag vom Oktober 1806 berichtet Dr. Bentley außerdem, dass Hancock mit dem bekannten Maler Gilbert Stuart über dessen Porträts von drei US-Präsidenten gesprochen habe.
Hancock starb 1833 im Alter von 71 Jahren im McLean Asylum for the Insane, einer psychiatrischen Klinik, in Charlestown, Massachusetts.

## Werk

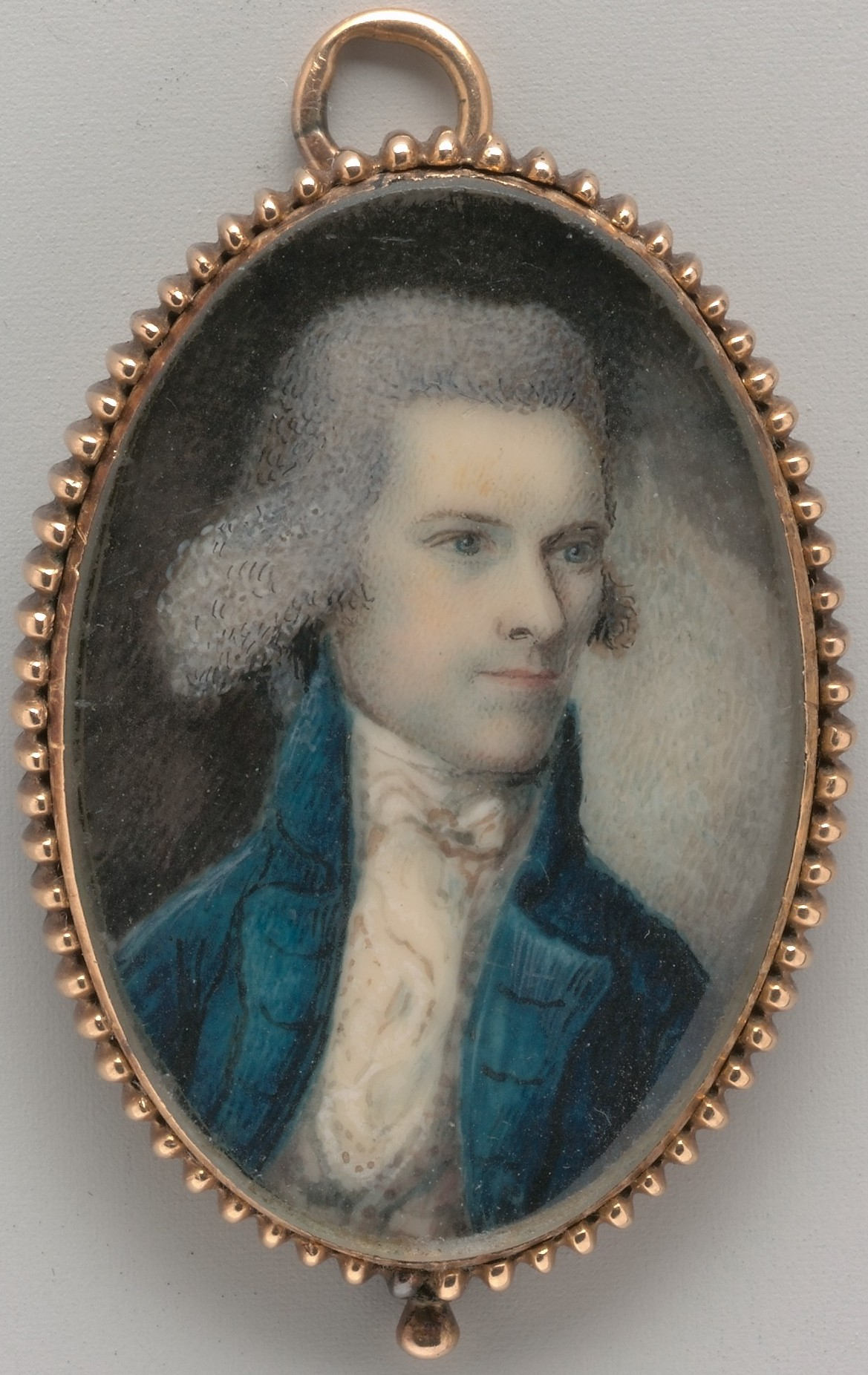
Nathaniel Hancock : Portrait of a Gentleman. Metropolitan Museum of Art, New York

Nathaniel Hancocks Werke sind vor allem durch eine feine Detailbehandlung und typische, zeitgenössische Modeelemente charakterisiert. Neben der Malerei war Hancock auch kommerziell tätig. Er verkaufte Fassungen und Rahmen für Miniaturen britischer und amerikanischer Produktion, fertigte Haararbeiten und -andenken, stellte Vorlagen für Blumen- und Landschaftsstickereien her und unterrichtete Aquarellmalerei.